# Taeniophallus persimilis
Espèce
Synonymes
- Liophis persimilis Cope, 1869
- Enicognathus obtusa Cope, 1869
- Liophis insignissimus Amaral, 1926
- Rhadinaea beui Prado, 1943

Taeniophallus persimilis  est une espèce de serpents de la famille des Dipsadidae.

## Répartition
Cette espèce est endémique du Brésil. Elle se rencontre dans les États de Rio de Janeiro, de São Paulo, du Paraná, de Santa Catarina et d'Espirito Santo.

## Publication originale
- Cope, 1869 "1868" : Sixth Contribution to the Herpetology of Tropical America. Proceedings of the Academy of Natural Sciences of Philadelphia, vol. 20, p. 305-313 (texte intégral).